# Henri Ebelot
Pour les articles homonymes, voir Ebelot.
Henri Ebelot (Saint-Gaudens, 20 août 1831-Toulouse, 21 août 1902), avocat et homme politique de Haute-Garonne.

## Biographie
Brillant avocat, une des gloires du Barreau de Toulouse, maire de cette ville de 1871 à 1874, en 1876, et de fin 1877 à 1881. Il acheta le château d'Espouy, situé dans la commune de Marignac, en 1870 et y installa la première fruitière en 1877.
Avant le préfet parisien Poubelle, il imposa à ses concitoyens l'usage d'un récipient à ordures, une caisse en bois munie d'une anse, qui fut baptisée par la population « ébelotière », avant d'être remplacée en 1929 par la « bedoucette », équivalent de la « poubelle », décrétée par le maire Albert Bedouce.